# Neohypdonus
Neohypdonus är ett släkte av skalbaggar som beskrevs av Jeffrey N.L. Stibick 1971. Neohypdonus ingår i familjen knäppare.
Släktet innehåller bara arten Neohypdonus arcticus.

## Bildgalleri

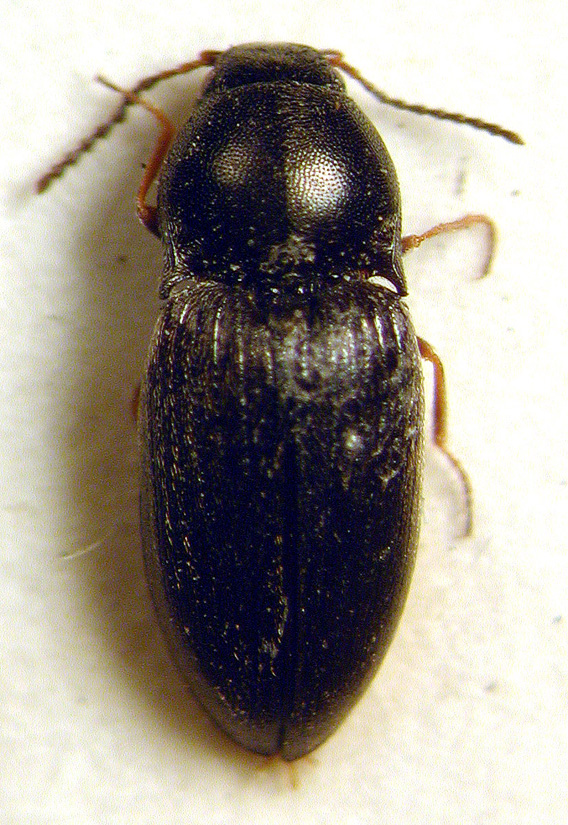
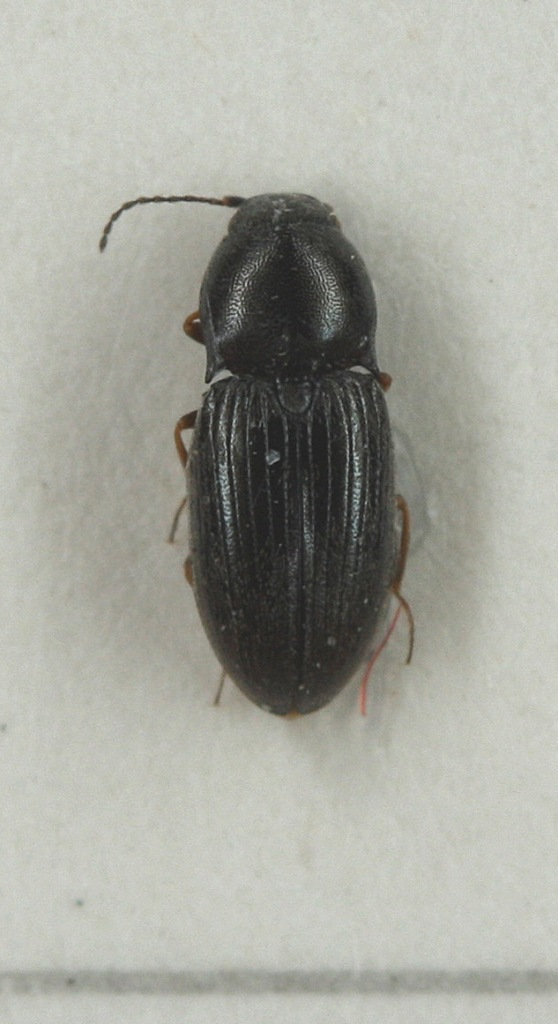